# Astragel
Astragel (Astragalus) er en slægt med ca. 2.000 arter af urter og buske, der er udbredt over hele den nordlige halvkugle. I Nordeuropa er de hjemmehørende arter alle stauder med en forveddet rodstok. Stænglerne er i de fleste tilfælde behårede. Bladene er uligefinnede (ligefinnede arter findes i andre dele af verden) med helrandede småblade og frie akselblade. Blomsterne er samlet i stande, som sidder i bladhjørnerne. Bægeret er rør- eller klokkeformet med fem flige. Kronen kan være hvid, gul, purpurrød eller violet med lange kronblade. Fanen og vingerne er oftest smalle, mens kølen er mere afrundet. Frugterne er oppustede bælge med flere frø, som er hårde og mørkfarvede.
Her beskrives kun de arter, som er vildtvoksende i Danmark, eller som dyrkes her.
| Beskrevne arter |

- Dansk Astragel (Astragalus danicus)
- Sød Astragel (Astragalus glycyphyllos)

| Udvalgte Arter |

- Astragalus alopecuroides (Rævehale-Astragel)
- Astragalus alpinus  (Alpe-Astragel)
- Astragalus arenarius (Sand-Astragel)
- Astragalus balearicus (Balearisk Astragel)
- Astragalus boeticus (Kaffe-Astragel)
- Astragalus centralpinus
- Astragalus cicer (Rundbælget Astragel)
- Astragalus coccineus
- Astragalus echinus
- Astragalus exscapus (Stængelløs Astragel)
- Astragalus frigidus (Gletsjer-Astragel)
- Astragalus graecus (Græsk Astragel)
- Astragalus gummifera (Tragant-Astragel)
- Astragalus illyricus
- Astragalus lusitanicus (Portugisisk Astragel)
- Astragalus massiliensis
- Astragalus monspessulanus (Fransk Astragel)
- Astragalus norvegicus
- Astragalus onobrychis
- Astragalus sempervirens (Stedsegrøn Astragel)

## Eksterne links
- Meget fyldigt artsregister (inklusive synonymer)
- Lidt mindre, men opdateret liste Arkiveret 24. september 2015 hos  Wayback Machine fra "Germplasm Resources Information Network"